# Република Хрватска (1990—1991)
Република Хрватска (скраћено Хрватска) била је једна од шест република које су сачињавале Социјалистичку Федеративну Републику Југославију (СФРЈ) постојала је од 25. јула 1990. променом назива Социјалистичка Република Хрватска у Република Хрватска па све до 8. октобра 1991. када формално постаје независна од СФРЈ.
Била је друга по величини република у СФРЈ, друга по броју становника (после Републике Србије) и друга по развијености (после Републике Словеније). Главни град Републике Хрватске био је Загреб.

## Историја
Доласком на власт Хрватске демократске заједнице долази до спровођења националистичке сепаратистичке политике која је довела до независности Хрватске од СФРЈ и увођења капиталистичког економског система.

## Функционери Републике Хрватске

### Председник
- Председник републике
  - Фрањо Туђман (25. јул 1990 — 8. октобар 1991)

### Председници владе
- Председник владе
  - Стјепан Месић (25. јул 1990 — 24. август 1990)
  - Јосип Манолић (24. август 1990 — 17. јули 1991)
  - Фрањо Грегурић (17. јул 1990 — 8. октобар 1991)